# Pherkad
Pherkad (Gamma Ursae Minoris / γ Umi / γ Ursae Minoris / 13 UMI) è una stella nella costellazione dell'Orsa Minore; la sua magnitudine apparente è pari a +3,00 e si trova a circa 480 anni luce dalla Terra.
Insieme con Kochab, Pherkad forma la fine del mestolo del "Piccolo Carro". Il nome "Pherkad" deriva dall'arabo فرقد farqad "vitello", abbreviazione di aḫfa al farkadayn, "la fioca dei due vitelli", Pherkad e Kochab. Il nome completo aḫfa al farkadayn è poi passato a indicare la stella ζ Ursae Minoris.
Insieme, Pherkad e Kochab sono anche chiamate i "guardiani del Polo."

## Osservazione
Si tratta di una stella situata nell'emisfero celeste boreale, avente una declinazione marcatamente settentrionale (+71° 50′), il che la rende ben visibile dal nostro pianeta nelle regioni dell'emisfero nord della Terra, ove appare circumpolare a nord della latitudine +18°N; dall'emisfero sud risulta invece parzialmente visibile solamente per una piccola fascia vicino all'equatore, a nord della latitudine +18°S. Essendo di magnitudine apparente pari a 3,00, risulta facilmente osservabile ad occhio nudo, in un cielo non fortemente affetto da inquinamento luminoso.

## Caratteristiche
Pherkad è di classe spettrale A3Iab, il che la pone tra le supergiganti di tipo intermedio, anche se in alcune pubblicazioni viene classificata di tipo A3II-III, dunque a mezza via tra una gigante brillante ed una gigante. Ha una temperatura superficiale di circa 8600 K ed una velocità di rotazione di oltre 170 km/s, ben 85 volte maggiore di quella del Sole. La sua luminosità è 1 100 volte quella del Sole, possiede un raggio 15 volte superiore e la sua massa è circa 5 M⊙.
È classificata come stella variabile Delta Scuti e la sua luminosità varia di 0,05 magnitudini in un periodo di 3,43 ore.